# 王联魁
王联魁（1929年—），男，汉族，山东长清人，中国岩石学家，曾任中国科学院地球化学研究所研究员、博士生导师。他曾研究過南岭的花岗岩。